# 국도 제11호선 (미국)

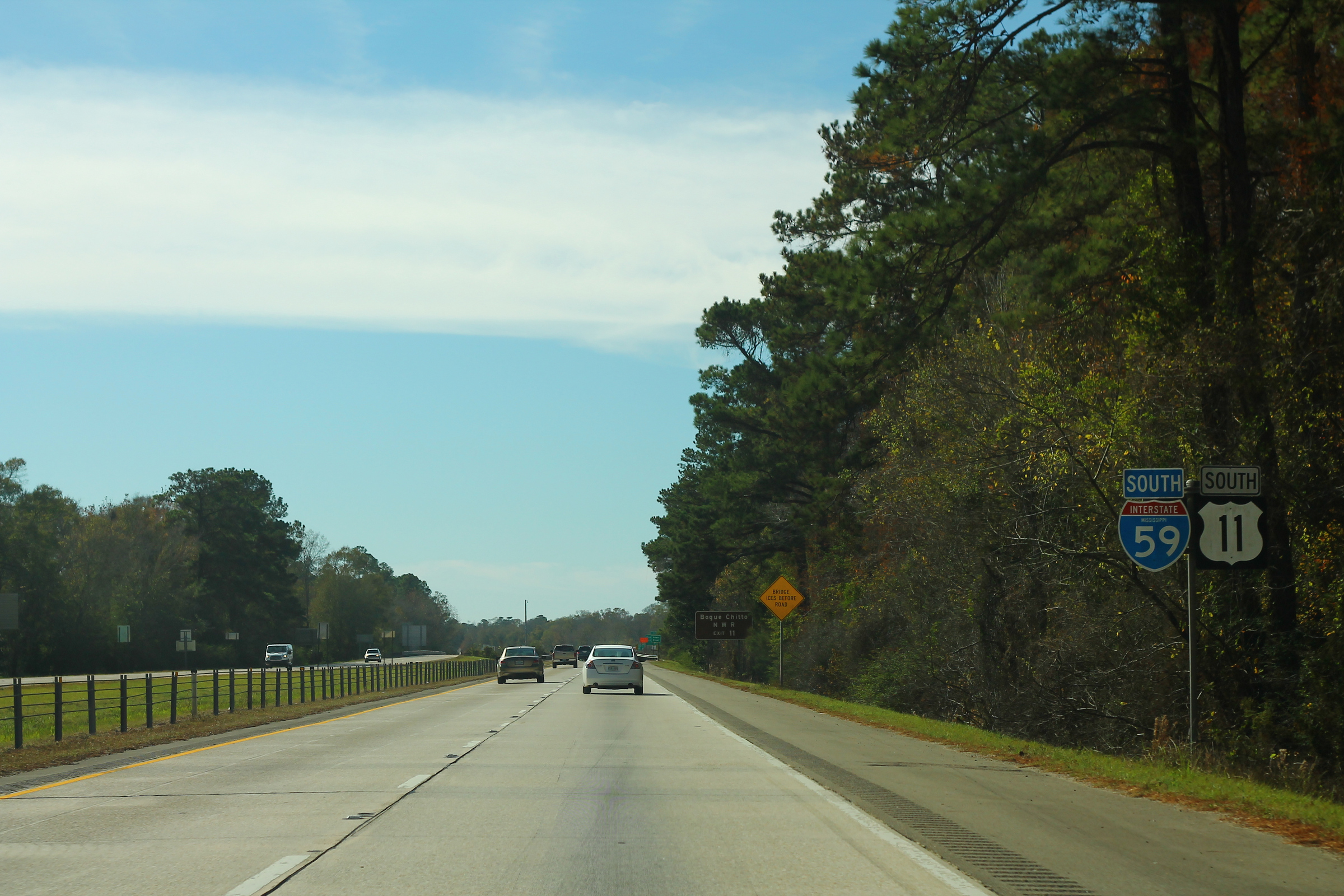
미국 11번 국도와 주간고속도로 제59호선이 병주하고 있는 모습.

미국 국도 제11호선(U.S. Route 11)은 미국 뉴올리언스에서 뉴욕주 라우시스포인트와 캐나다의 국경 근처 도시인 라콜레까지 이어주는 총 연장 1,645마일의 거리를 이루는 미국의 일반 국도이다. 그리고 11번 국도의 하위 도로에는 U.S. Route 11W와 U.S. Route 11E 등 2개의 국도 노선이 존재한다. 이 도로의 종점인 미국-캐나다 국경에서는 퀘벡주도 제223호선으로 계속 이어진다.

## 경유하는 주
- 루이지애나주
- 미시시피주
- 앨라배마주
- 조지아주
- 테네시주
- 버지니아주
- 웨스트버지니아주
- 메릴랜드주
- 펜실베이니아주
- 뉴욕주

## 접촉하는 도로

### 주간고속도로
- 주간고속도로 제10호선
- 주간고속도로 제12호선
- 주간고속도로 제59호선
- 주간고속도로 제20호선
- 주간고속도로 제359호선
- 주간고속도로 제65호선
- 주간고속도로 제75호선
- 주간고속도로 제140호선
- 주간고속도로 제40호선
- 주간고속도로 제275호선
- 주간고속도로 제81호선
- 주간고속도로 제77호선
- 주간고속도로 제73호선
- 주간고속도로 제581호선
- 주간고속도로 제64호선
- 주간고속도로 제76호선
- 주간고속도로 제80호선
- 주간고속도로 제476호선
- 주간고속도로 제781호선
- 주간고속도로 제87호선

### 국도
- 국도 제90호선
- 국도 제190호선
- 국도 제98호선
- 국도 제49호선
- 국도 제80호선
- 국도 제43호선
- 국도 제82호선
- 국도 제78호선
- 국도 제31호선
- 국도 제280호선
- 국도 제231호선
- 국도 제278호선
- 국도 제41호선
- 국도 제64호선
- 국도 제72호선
- 국도 제27호선
- 국도 제76호선
- 국도 제321호선
- 국도 제70호선
- 국도 제129호선
- 국도 제441호선
- 국도 제11E호선
- 국도 제11W호선
- 국도 제19호선
- 국도 제421호선
- 국도 제58호선
- 국도 제21호선
- 국도 제52호선
- 국도 제460호선
- 국도 제221호선
- 국도 제220호선
- 국도 제60호선
- 국도 제340호선
- 국도 제250호선
- 국도 제33호선
- 국도 제211호선
- 국도 제17호선
- 국도 제50호선
- 국도 제522호선
- 국도 제40호선
- 국도 제30호선
- 국도 제15호선
- 국도 제22호선
- 국도 제322호선
- 국도 제6호선
- 국도 제20호선
- 국도 제9호선
- 국도 제2호선

### 기타 도로
캐나다 국경선 종점에서는
- 퀘벡주도 제223호선(영어판)

## 같이 보기
- 국도 제11E호선 (미국)(영어판)
- 국도 제11W호선 (미국)(영어판)